# 森特維爾 (喬治亞州威爾克斯縣)
森特維爾（英語：Centerville）是位於美國喬治亞州威爾克斯縣的一個非建制地區。該地的面積和人口皆未知。

## 地理
森特維爾的座標為33°48′04″N 82°55′22″W / 33.80111°N 82.92278°W，而該地的平均海拔高度為186米（即610英尺）。